# Lista tomów serii Klasa skrytobójców
Ten artykuł zawiera listę tomów serii Klasa skrytobójców autorstwa Yūseia Matsuia, ukazywanej w magazynie „Shūkan Shōnen Jump” wydawnictwa Shūeisha od 2 lipca 2012 do 25 marca 2016. Razem opublikowano 180 rozdziałów, które później zostały skompilowane do 21 tankōbonów, które wydawane były od 2 listopada 2012 do 4 lipca 2016.
W Polsce seria ukazała się nakładem wydawnictwa Japonica Polonica Fantastica.
| Nr | Język japoński      | Język japoński         | Język polski     | Język polski           |
| Nr | Data wydania        | ISBN                   | Data wydania     | ISBN                   |
| --- | ------------------- | ---------------------- | ---------------- | ---------------------- |
| 1 | 2 listopada 2012    | ISBN 978-4-08-879270-5 | grudzień 2017    | ISBN 978-83-7471-621-5 |
| Lista rozdziałów - 001. Czas na skrytobójstwo (jap. 暗殺の時間 Ansatsu no jikan) - 002. Czas na baseball (jap. 野球の時間 Yakyū no jikan) - 003. Czas na usługę (jap. サービスの時間 Sābisu no jikan) - 004. Czas na podstawy (jap. 基礎の時間 Kiso no jikan) - 005. Czas na Karmę (jap. カルマの時間 Karuma no jikan) - 006. Czas na wybór (jap. 二択の時間 Nitaku no jikan) - 007. Czas na truciznę (jap. 毒の時間 Doku no jikan) - Przerwa. Piosenka: narysujmy Pana Niezabijskiego (jap. 殺せんせーの絵描き歌 Koro-sensei no ekakiuta) |                     |                        |                  |                        |
| 2 | 28 grudnia 2012     | ISBN 978-4-08-879396-2 | luty 2018        | ISBN 978-83-7471-622-2 |
| Lista rozdziałów - 008. Czas na piersi (jap. 胸の時間 Mune no jikan) - 009. Czas na dorosłych (jap. 大人の時間 Otona no jikan) - 010. Czas na profesjonalizm (jap. プロの時間 Puro no jikan) - 011. Czas na zebranie (jap. 集会の時間 Shūkai no jikan) - 012. Czas na władcę (jap. 支配者の時間 Shihaisha no jikan) - 013. Czas na wirowanie (jap. くるくるの時間 Kurukuru no jikan) - 014. Czas na egzamin (jap. テストの時間 Tesuto no jikan) - 015. Czas na podróż (jap. 旅行の時間 Ryokō no jikan) - 016. Czas na zrujnowanie (jap. 台無しの時間 Dainashi no jikan) - Bonusowy rozdział. Pan Niezabijski vs Kusuo Saiki: decydujące starcie w Irumie (jap. 殺せんせーVS斉木楠雄～入間市最終決戦～ Koro-sensei vīesu Saiki Kusuo ~Iruma-shi Saishū Kessen~) |                     |                        |                  |                        |
| 3 | 4 marca 2013        | ISBN 978-4-08-879459-4 | kwiecień 2018    | ISBN 978-83-7471-623-9 |
| Lista rozdziałów - 017. Czas na informator (jap. しおりの時間 Shiori no jikan) - 018. Czas na czerwień (jap. 赤の時間 Aka no jikan) - 019. Czas na ciekawość (jap. 好奇心の時間 Kōkishin no jikan) - 020. Czas na nowego ucznia (jap. 転校生の時間 Tenkōsei no jikan) - 021. Czas na ulepszenia (jap. 改良の時間 Kairyō no jikan) - 022. Czas na autonomię (jap. 自律の時間 Jiritsu no jikan) - 023. Czas na wilgoć (jap. 湿気の時間 Shikke no jikan) - 024. Czas na odwet (jap. 仕返しの時間 Shikaeshi no jikan) - 025. Czas na „L” i „R” (jap. LRの時間 LR no jikan) |                     |                        |                  |                        |
| 4 | 2 maja 2013         | ISBN 978-4-08-870667-2 | czerwiec 2018    | ISBN 978-83-7471-624-6 |
| Lista rozdziałów - 026. Czas na mistrza (jap. 師匠の時間 Shishō no jikan) - 027. Czas na triumf (jap. 克服の時間 Kokufuku no jikan) - 028. Czas na film (jap. 映画の時間 Eiga no jikan) - 029. Czas na nowego ucznia: lekcja druga (jap. 転校生の時間・二時間目 Tenkōsei no jikan, ni jikanme) - 030. Czas na niemożliwe (jap. まさかの時間 Masaka no jikan) - 031. Czas na ciężką walkę (jap. 苦戦の時間 Kusen no jikan) - 032. Czas na więź (jap. 絆の時間 Kizuna no jikan) - 033. Czas na turniej sportów z piłką (jap. 球技大会の時間 Kyūgi taikai no jikan) - 034. Czas na pierwszy atak (jap. 先攻の時間 Senkō no jikan) |                     |                        |                  |                        |
| 5 | 4 lipca 2013        | ISBN 978-4-08-870769-3 | sierpień 2018    | ISBN 978-83-7471-625-3 |
| Lista rozdziałów - 035. Czas na krąg (jap. 円陣の時間 Enjin no jikan) - 036. Czas na bliskość (jap. 近いの時間 Chikai no jikan) - 037. Czas na sztukę (jap. アートの時間 Āto no jikan) - 038. Czas na trening (jap. 訓練の時間 Kunren no jikan) - 039. Czas na ojcowską miłość (jap. 親愛の時間 Shin’ai no jikan) - 040. Czas na nominację (jap. 指名の時間 Shimei no jikan) - 041. Czas na talent (jap. 才能の時間 Sainō no jikan) - 042. Czas na wahanie (jap. 迷いの時間 Mayoi no jikan) - 043. Czas na lato (jap. 夏の時間 Natsu no jikan) |                     |                        |                  |                        |
| 6 | 4 października 2013 | ISBN 978-4-08-870821-8 | listopad 2018    | ISBN 978-83-7471-626-0 |
| Lista rozdziałów - 044. Czas na tonięcie (jap. 溺れる時間 Oboreru jikan) - 045. Czas na pływanie (jap. 水泳の時間 Suiei no jikan) - 046. Czas na Terasakę (jap. 寺坂の時間 Terasaka no jikan) - 047. Czas na ambicje (jap. ビジョンの時間 Bijon no jikan) - 048. Czas na realizację (jap. 実行の時間 Jikkō no jikan) - 049. Czas na akcję (jap. 現場の時間 Genba no jikan) - 050. Czas na egzaminy semestralne (jap. 期末の時間 Kimatsu no jikan) - 051. Czas na syna (jap. 息子の時間 Musuko no jikan) - 052. Czas na asa (jap. エースの時間 Ēsu no jikan) |                     |                        |                  |                        |
| 7 | 27 grudnia 2013     | ISBN 978-4-08-870854-6 | styczeń 2019     | ISBN 978-83-7471-627-7 |
| Lista rozdziałów - 053. Czas na pięć przedmiotów (jap. 五教科の時間 Go-kyōka no jikan) - 054. Czas na frustrację (jap. 挫折の時間 Zasetsu no jikan) - 055. Czas na koniec lekcji: semestr pierwszy (jap. 終業の時間・1学期 Shūgyō no jikan: 1 gakki) - 056. Czas na żyjątka (jap. いきものの時間 Ikimono no jikan) - 057. Czas na strategię (jap. 策謀の時間 Sakubō no jikan) - 058. Czas na wyspę (jap. 島の時間 Shima no jikan) - 059. Czas na działanie (jap. 決行の時間 Kekkō no jikan) - 060. Czas na coś dziwnego (jap. 異変の時間 Ihen no jikan) - 061. Czas na pandemonium (jap. 伏魔の時間 Fukuma no jikan) - Bonusowy rozdział: Pan Niezabijski vs Kusuo Saiki: decydujące starcie w Irumie II (jap. 殺せんせーVS斉木楠雄～入間市最終決戦II～ Koro-sensei vīesu Saiki Kusuo ~Iruma-shi Saishū Kessen Tsū~)                                              |                     |                        |                  |                        |
| 8 | 4 marca 2014        | ISBN 978-4-08-880028-8 | marzec 2019      | ISBN 978-83-7471-628-4 |
| Lista rozdziałów - 062. Czas na profesjonalizm: lekcja druga (jap. プロの時間・2時間目 Puro no jikan, ni jikanme) - 063. Czas na dowodzenie (jap. 引率の時間 Insotsu no jikan) - 064. Czas na specyficzność (jap. 拘りの時間 Kakawari no jikan) - 065. Czas na Karmę: lekcja druga (jap. カルマの時間・2時間目 Karuma no jikan, ni jikanme) - 066. Czas na dziewczyny (jap. 女子の時間 Joshi no jikan) - 067. Czas na broń (jap. 武器の時間 Buki no jikan) - 068. Czas na szansę (jap. チャンスの時間 Chansu no jikan) - 069. Czas na intryganta (jap. 黒幕の時間 Kuromaku no jikan) - 070. Czas na Takaokę (jap. 鷹岡の時間 Takaoka no jikan) |                     |                        |                  |                        |
| 9 | 2 maja 2014         | ISBN 978-4-08-880059-2 | czerwiec 2019    | ISBN 978-83-7471-629-1 |
| Lista rozdziałów - 071. Czas na reprymendę (jap. 叱咤の時間 Shitta no jikan) - 072. Czas na dźwięk (jap. 音の時間 Oto no jikan) - 073. Czas na dorosłych: lekcja druga (jap. 大人の時間・2時間目 Otona no jikan, ni jikanme) - 074. Czas na strach (jap. 怖い時間 Kowai jikan) - 075. Czas na zabijanie (jap. 殺しの時間 Koroshi no jikan) - 076. Czas na szok (jap. 衝撃の時間 Shōgeki no jikan) - 077. Czas na klątwę (jap. 呪いの時間 Noroi no jikan) - 078. Czas na Takebayashiego (jap. 竹林の時間 Takebayashi no jikan) - 079. Czas na władcę: lekcja druga (jap. 支配者の時間・2時間目 Shihaisha no jikan, ni jikanme) |                     |                        |                  |                        |
| 10 | 4 lipca 2014        | ISBN 978-4-08-880137-7 | sierpień 2019    | ISBN 978-83-7471-630-7 |
| Lista rozdziałów - 080. Czas na Kayano (jap. 茅野の時間 Kayano no jikan) - 081. Czas na grę w berka (jap. 鬼ごっこの時間 Onigokko no jikan) - 082. Czas na złodzieja (jap. 泥棒の時間 Dorobō no jikan) - 083. Czas na złodzieja: lekcja druga (jap. 泥棒の時間・2時間目 Dorobō no jikan, ni jikanme) - 084. Czas na granice (jap. 限界の時間 Genkai no jikan) - 085. Czas na pionki (jap. 駒の時間 Koma no jikan) - 086. Czas na przywiązanie (jap. 執着の時間 Shūchaku no jikan) - 087. Czas na mdłości (jap. 吐きそうな時間 Haki-sōna jikan) - 088. Czas na przędzę (jap. 紡ぐ時間 Tsumugu jikan) - Bonus. Saikyou JUMP w delegacji |                     |                        |                  |                        |
| 11 | 3 października 2014 | ISBN 978-4-08-880194-0 | październik 2019 | ISBN 978-83-7471-631-4 |
| Lista rozdziałów - 089. Czas na imię (jap. 名前の時間 Namae no jikan) - 090. Czas na przystojniaka (jap. イケメンの時間 Ikemen no jikan) - 091. Czas na dzień sportu (jap. 体育祭の時間 Taiikumatsuri no jikan) - 092. Czas na taktykę (jap. 戦術の時間 Senjutsu no jikan) - 093. Czas na lidera (jap. リーダーの時間 Rīdā no jikan) - 094. Czas na porażkę (jap. 敗北の時間 Haiboku no jikan) - 095. Czas na błąd (jap. 間違う時間 Machigau jikan) - 096. Czas na „po” (jap. ビフォーの時間 Bifō no jikan) - 097. Letnie wydarzenie w delegacji (jap. アフターの時間 Afutā no jikan) |                     |                        |                  |                        |
| 12 | 27 grudnia 2014     | ISBN 978-4-08-880223-7 | styczeń 2020     | ISBN 978-83-7471-632-1 |
| Lista rozdziałów - 098. Czas na prezent (jap. プレゼントの時間 Purezento no jikan) - 099. Czas na prezent: lekcja druga (jap. プレゼントの時間・2時間目 Purezento no jikan, ni jikanme) - 100. Czas na Boga Śmierci (jap. 『死神』の時間 Shinigami no jikan) - 101. Czas na kontratak (jap. 反撃の時間 Hangeki no jikan) - 102. Czas na Boga Śmierci: lekcja druga (jap. 『死神』の時間・2時間目 Shinigami no jikan, ni jikanme) - 103. Czas na Boga Śmierci: lekcja trzecia (jap. 『死神』の時間・3時間目 Shinigami no jikan, 3 jikanme) - 104. Czas na Boga Śmierci: lekcja czwarta (jap. 『死神』の時間・4時間目 Shinigami no jikan, 4 jikanme) - 105. Czas na Boga Śmierci: lekcja piąta (jap. 『死神』の時間・5時間目 Shinigami no jikan, 5 jikanme) - 106. Czas na Boga Śmierci: lekcja szósta (jap. 『死神』の時間・6時間目 Shinigami no jikan, 6 jikanme) |                     |                        |                  |                        |
| 13 | 4 marca 2015        | ISBN 978-4-08-880317-3 | kwiecień 2020    | ISBN 978-83-7471-633-8 |
| Lista rozdziałów - 107. Czas na Boga Śmierci: lekcja siódma (jap. 『死神』の時間・7時間目 Shinigami no jikan, 7 jikanme) - 108. Czas na Boga Śmierci: lekcja ósma (jap. 『死神』の時間・8時間目 Shinigami no jikan, 8 jikanme) - 109. Czas na Boga Śmierci: lekcja dziewiąta (jap. 『死神』の時間・9時間目 Shinigami no jikan, 9 jikanme) - 110. Czas na świat (jap. 世界の時間 Sekai no jikan) - 111. Czas na przyszłość (jap. 進路の時間 Shinro no jikan) - 112. Czas na drugie podejście (jap. 2周目の時間 2-Shū-me no jikan) - 113. Czas na pierwsze podejście (jap. 1周目の時間 1-Shū-me no jikan) - 114. Czas na Nagisę (jap. 渚の時間 Nagisa no jikan) - 115. Czas na szkolny festiwal (jap. 学園祭の時間 Gakuen-sai no jikan) |                     |                        |                  |                        |
| 14 | 1 maja 2015         | ISBN 978-4-08-880354-8 | maj 2020         | ISBN 978-83-7471-634-5 |
| Lista rozdziałów - 116. Czas na gości (jap. 客の時間 Kyaku no jikan) - 117. Czas na wyjątkowych gości (jap. 珍客の時間 Chinkyaku no jikan) - 118. Czas na więź (jap. 縁の時間 En no jikan) - 119. Czas na egzaminy semestralne: lekcja druga (jap. 期末の時間 Kimatsu no jikan) - 120. Czas na żądzę mordu (jap. 殺気の時間 Sakki no jikan) - 121. Czas na rozwiązanie (jap. 解法の時間 Kaihō no jikan) - 122. Czas na przestrzeń (jap. 空間の時間 Kūkan no jikan) - 123. Czas na awarię (jap. 誤作動の時間 Go sadō no jikan) - 124. Czas na egzamin nauczycielski (jap. 教員試験の時間 Kyōin shiken no jikan) |                     |                        |                  |                        |
| 15 | 3 lipca 2015        | ISBN 978-4-08-880425-5 | sierpień 2020    | ISBN 978-83-7471-635-2 |
| Lista rozdziałów - 125. Czas na perfekcję (jap. 完璧の時間 Kanpeki no jikan) - 126. Czas na życie (jap. 生かす時間 Ikasu jikan) - 127. Czas na przedstawienie (jap. 演劇の時間 Engeki no jikan) - 128. Czas na burzę (jap. 嵐の時間 Arashi no jikan) - 129. Czas na tożsamość (jap. 正体の時間 Shōtai no jikan) - 130. Czas na zemstę (jap. 仇の時間 Kataki no jikan) - 131. Czas na pożeranie (jap. 侵蝕の時間 Shinshoku no jikan) - 132. Czas na zabójczą technikę (jap. 殺し技の時間 Koroshi-waza no jikan) - 133. Czas na wyznanie (jap. 告白の時間 Kokuhaku no jikan) |                     |                        |                  |                        |
| 16 | 3 października 2015 | ISBN 978-4-08-880485-9 | listopad 2020    | ISBN 978-83-7471-636-9 |
| Lista rozdziałów - 134. Czas na przeszłość (jap. 過去の時間 Kako no jikan) - 135. Czas na przeszłość: lekcja druga (jap. 過去の時間・2時間目 Kako no jikan, 2-jikan-me) - 136. Czas na przeszłość: lekcja trzecia (jap. 過去の時間・3時間目 Kako no Jikan, 3-jikan-me) - 137. Czas na przeszłość: lekcja czwarta (jap. 過去の時間・4時間目 Kako no Jikan, 4-jikan-me) - 138. Czas na przeszłość: lekcja piąta (jap. 過去の時間・5時間目 Kako no Jikan, 5-jikan-me) - 139. Czas na przeszłość: lekcja szósta (jap. 過去の時間・6時間目 Kako no Jikan, 6-jikan-me) - 140. Czas na przeszłość: lekcja siódma (jap. 過去の時間・7時間目 Kako no Jikan, 7-jikan-me) - 141. Czsa na koniec walki: semestr drugi (jap. 期末の時間・2時間目 Kimatsu no jikan, 2-jikan-me) - 142. Czas na wahanie (jap. ためらいの時間 Tamerai no jikan)                                   |                     |                        |                  |                        |
| 17 | 28 grudnia 2015     | ISBN 978-4-08-880581-8 | styczeń 2021     | ISBN 978-83-7471-637-6 |
| Lista rozdziałów - 143. Czas na rozłam (jap. 分裂の時間 Bunretsu no jikan) - 144. Czas na zabójców (jap. ころしや達の時間 Koroshiya-tachi no jikan) - 145. Czas na pazur (jap. 爪の時間 Tsume no jikan) - 146. Czas na zażartą walkę (jap. 激戦の時間 Gekisen no jikan) - 147. Czas na scenę (jap. 舞台の時間 Butai no jikan) - 148. Czas na proces (jap. 過程の時間 Katei no jikan) - 149. Czas na wynik (jap. 結果の時間 Kekka no jikan) - 150. Czas na indywidualne badania (jap. 自由研究の時間 Jiyukenkyū no jikan) - 151. Czas na prędkość (jap. 速度の時間 Sokudo no jikan) |                     |                        |                  |                        |
| 18 | 4 marca 2016        | ISBN 978-4-08-880627-3 | marzec 2021      | ISBN 978-83-7471-638-3 |
| Lista rozdziałów - 152. Czas na kosmos (jap. 宇宙の時間 Uchū no jikan) - 153. Czas na gotowość (jap. 覚悟の時間 Kakugo no jikan) - 154. Czas na ferie zimowe (jap. 冬休みの時間 Fuyuyasumi no jikan) - 155. Czas na supernauczyciela (jap. 超先生の時間 Chō sensei no jikan) - 156. Czas na przedziałek z boku (jap. 七三の時間 Shichi-san no jikan) - 157. Czas na wroga (jap. 敵の時間 Teki no jikan) - 158. Czas na Walentynki (jap. バレンタインの時間 Barentain no jikan) - 159. Czas na Walentynki: lekcja druga (jap. バレンタインの時間・2時間目 Barentain no jikan, 2-jikan-me) - 160. Czas na Walentynki: po lekcjach (jap. バレンタインの時間 放課後 Barentain no jikan, hōkago) |                     |                        |                  |                        |
| 19 | 4 kwietnia 2016     | ISBN 978-4-08-880651-8 | kwiecień 2021    | ISBN 978-83-7471-639-0 |
| Lista rozdziałów - 161. Czas na dumę (jap. プライドの時間 Puraido no jikan) - 162. Czas na wspomnienia (jap. 思い出の時間 Omoide no jikan) - 163. Czas na przypieczętowanie (jap. 確定の時間 Kakutei no jikan) - 164. Czas na chaos (jap. 混乱の時間 Konran jikan) - 165. Czas na słuszne argumenty (jap. 正論の時間 Seiron no jikan) - 166. Czas na dezorientację (jap. 困惑の時間 Konwaku no jikan) - 167. Czas na zaufanie (jap. 信頼の時間 Shinrai no jikan) - 168. Czas na rozkwit (jap. 開花の時間 Kaika no jikan) - 169. Czas na drogę do szkoły (jap. 登校の時間 Tōkō no jikan) |                     |                        |                  |                        |
| 20 | 3 czerwca 2016      | ISBN 978-4-08-880686-0 | lipiec 2021      | ISBN 978-83-7471-640-6 |
| Lista rozdziałów - 170. Czas na nowe pokolenie (jap. 次世代の時間 Jisedai no jikan) - 171. Czas na ostatniego bossa (jap. ラスボスの時間 Rasubosu no jikan) - 172. Czas na ucznia (jap. 生徒の時間 Seito no jikan) - 173. Czas na moich uczniów (jap. 私の生徒の時間 Watashi no seito no jikan) - 174. Czas na kolor twarzy (jap. 顔色の時間 Kaoiro no jikan) - 175. Czas, który nie wróci (jap. 戻らない時間 Modoranai jikan) - 176. Czas, który nadszedł (jap. やってきた時間 Yattekita jikan) - 177. Czas na koniec szkoły (jap. 卒業の時間 Sotsugyō no jikan) |                     |                        |                  |                        |
| 21 | 4 lipca 2016        | ISBN 978-4-08-880727-0 | wrzesień 2021    | ISBN 978-83-7471-641-3 |
| Lista rozdziałów - 178. Czas na łzy (jap. 涙の時間 Namida no jikan) - 179. Czas by odejść (jap. 去りゆく時間 Sariyuku jikan) - 180. Czas na zabijanie (jap. 殺しの時間 Koroshi no jikan) - Bonus 1. Czas na dom (jap. 自宅の時間 Jitaku no jikan) - Bonus 2. Czas na bar (jap. 居酒屋の時間 Izakaya no jikan) - Bonus 3. Czas na tożsamość (jap. 素性の時間 Sujō no jikan) - Bonus 4. Czas na wdzięczność (jap. ありがとうの時間 Arigatō no jikan) - Dodatek. Dzienniki wojny o tokijskie centrum handlowe (jap. 東京デパート戦争体験記 Tōkyō depāto sensō taikenki) |                     |                        |                  |                        |